# Andrena andrenoides
Andrena andrenoides är en biart som först beskrevs av Cresson 1878.  Den ingår i släktet sandbin och familjen grävbin. Inga underarter finns listade i Catalogue of Life.

## Beskrivning
Ett bi med svart grundfärg. Honan har dock minst de främre halvorna av käkarna röda, vingarna rökfärgade med rödaktiga ribbor och brunaktiga vingbaser, tergiterna 1 till 4 röda med bakkanterna färglösa samt stergiterna gula med genomskinliga bakkanter. Ljusare former existerar där fler tergiter är röda. Pälsen är riklig och övervägande vit, med långhåriga, bleka hårband på tergiternas bakkanter. Kroppslängden är 8 till 11 mm.
Hanen har minst de främre tredjedelarna av käkarna röda med små, gula fläckar på de inre delarna, större delen av clypeus (munskölden) och området kring ögonen gula, antennernas undersida övervägande gulaktig till röd, genomskinliga vingar med röda ribbor och orange vingbaser, tergiterna 1 till 5 med främre delarna röda och bakre färglösa. Pälsen påminner om honans men med mindre tydliga hårband på tergiterna. Kroppslängden är 8 till 10 mm.

## Ekologi
Som alla sandbin lever arten solitärt, honan gräver ut larvbon i jorden. Arten övervintrar som fullbildad, vuxen individ.
Habitaten utgörs av bearbetade områden som jordbruksmark, inklusive övergiven sådan, häckar, fruktträdgårdar, trädgårdar samt bebyggda samhällen. Arten är i hög grad oligolektisk på videväxter som videsläktet, även om den även kan besöka rosväxter som hallonsläktet och smultronsläktet.

## Utbredning
Utbredningsområdet omfattar Nordamerika från British Columbia, Saskatchewan, Manitoba och Ontario i Kanada samt Montana, Wyoming, Minnesota, Indiana, New York, North Carolina och Georgia i USA.